# Ferdinand Rogalla von Bieberstein

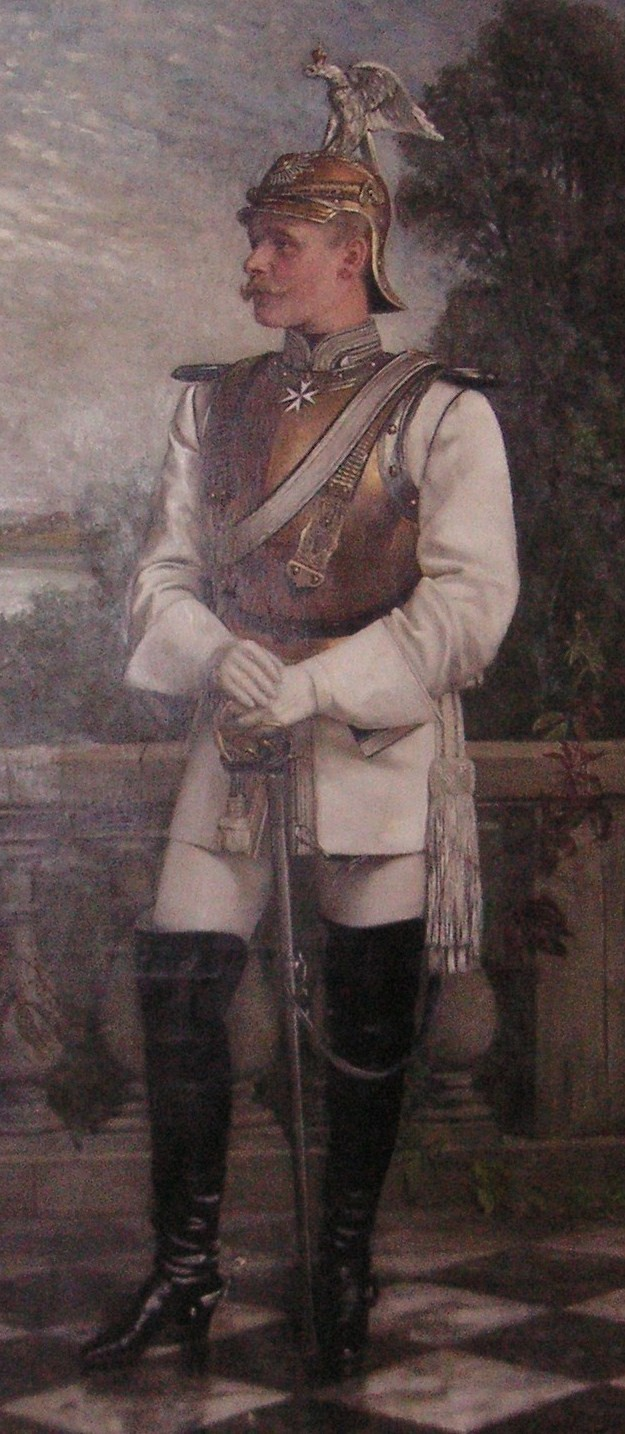
Ferdinand Rogalla von Bieberstein

Ferdinand Rogalla von Bieberstein (* 21. Januar 1857 auf Gut Baranowen, Landkreis Sensburg, Ostpreußen; † 8. November 1945 in Berlin) war ein Gutsbesitzer, preußischer Politiker und Rechtsritter des Johanniterordens.

## Familie
Er entstammte dem alten ostpreußischen Adelsgeschlecht Rogalla von Bieberstein und war das dritte Kind des studierten Landwirts und Gutsbesitzers Vollmar Gustav Julius Florentin Kasimir Rogalla von Bieberstein (1828–1892), Gutsherr auf Baranowen, und dessen erster Frau Mathilde von Ziegler und Klipphausen (* 8. Juni 1833; † 29. Januar 1857) aus Bothau, Kr. Sensburg, die eine Tochter des Rittergutsbesitzers Rudolf von Ziegler und Klipphausen und der Gräfin Sophie Mathilde von Hertzberg war. Seine Geschwister waren Agnes (1854–1911), Mathilde (1862–1946), Richard (1855–1900), Friderike (1863–1942), Dolores (1866–1954) und Hans Detlof (1872–1959).
Bieberstein heiratete am 16. September 1879 auf Gut Ober-Steinkirch (Landkreis Lauban, Schlesien) in erster Ehe Margarethe von Witzleben (* 17. Januar 1859 auf Ober-Steinkirch; † 1. Juli 1929 in Plagwitz), die Tochter des preußischen Oberstleutnants a. D. Oskar von Witzleben, Gutsherr auf Ober-Steinkirch, und der Emma Flinsch. Die Ehe wurde 1899 geschieden. In zweiter Ehe heiratete Bieberstein am 17. Dezember 1912 in Berlin Hedwig Wendhausen (* 11. August 1872 in Schwerin, Mecklenburg; † 7. Juli 1962 in Berlin), die Tochter des Landgerichtspräsidenten, Universitätsvizekanzlers und Konsistorialdirektors zu Rostock Albrecht Wendhausen und der Ida Mierendorf.
Tochter Wera (1883–1975) heiratete 1902 auf Gut Bosemb den Guts- und Fabrikbesitzer, Kammerherrn und Rittmeister, Dr. jur. Arthur von Schierholz, den Mitinhaber der gleichnamigen Porzellanmanufactur Plaue (Thüringen). Diese Ehe wurde im Sommer 1918 geschieden.

## Leben

### Kindheit
Seine Kindheit verbrachte Bieberstein auf dem väterlichen Gut Baranowen im Kreise seiner Geschwister mit sonntäglichen Kirchfahrten nach Nikolayken (Mikołajki) in die evangelische Kirche. Er wuchs zweisprachig auf, deutsch wurde in der Familie und auf Ämtern, masurisch-polnisch vermehrt auf dem Hof und im Verkehr gesprochen. Seine Mutter starb 8 Tage nach seiner Geburt, der Vater heiratete zwei Jahre später, am 24. August 1859 in Berlin wieder, und zwar die 1835 geborene Friederike Dolores Jacobine von Arnim, Tochter des Sanitätsrates Hans Ferdinand v. Arnim und dessen Ehefrau Jacobine Weitsch. Um die Kinder kümmerte sich Mutterschwester Agnes, die mit Ferdinand von Suchodoletz auf Bosemb kinderlos verheiratet war und ihm später das Rittergut Bosemb vererbte. Die Namen der Hauslehrer sind nicht bekannt.

### Ausbildung
Bieberstein begann seine akademische Ausbildung am Friedrichskolleg zu Königsberg, um mit 13 Jahren die militärische Ausbildung einzuschlagen. Unter der Nr. 3534 wurde er am 5. Mai 1870 in das traditionsreiche Kadettenhaus Kulm aufgenommen, wie mindestens vier Familienmitglieder vor ihm. Am 20. Dezember 1872 wurde er Gefreiter und am 1. Mai 1873 zur Haupt-Kadettenanstalt Berlin befohlen. Er erlebte am 1. September gleichen Jahres die Grundsteinlegung der auf 800 Kadetten erweiterten Central-Kadettenanstalt Berlin-Lichterfelde und wohnte mit seinen Kameraden am 2. September der Einweihung des Siegesdenkmals (Siegessäule) auf dem Königsplatz bei, mit dem den drei in Folge gewonnenen Kriegen 1864, 1866, 1870/71 sowie der Reichsgründung gedacht wurde.

### Militärzeit: aktiv 1876–1886, Reserve 1887–1901
Von Lichterfelde wurde Bieberstein zur preußischen Armee in das 1. Schlesische Husaren-Regiment Nr. 4 nach Ohlau im Regierungsbezirk Breslau befohlen: 1876 Portepee-Fähnrich, 1877 Uniformfoto in Metz, 1877 Sekondeleutnant, 1879 Uniformfoto mit seiner Frau, 1880 Adjutant, ließ sich 1884 in das Gardekürrasierregiment nach Berlin versetzen – nach Übernahme des ererbten Gutes Bosemb –, 1886 à la suite stellen und Anfang 1887 zur Reserve nach Lötzen in Ostpreußen versetzen, wo er 1888 das Patent als Premierlieutenant der Reserve des Gardekürassierregiments und 1894, das Patent des Rittmeisters erhielt, um 1901 als Rittmeister a. D. endgültig aus dem Militärdienst auszuscheiden. 1922 wurde er Major a. D. genannt.

### Bewirtschaftung des Guts 1885–1920

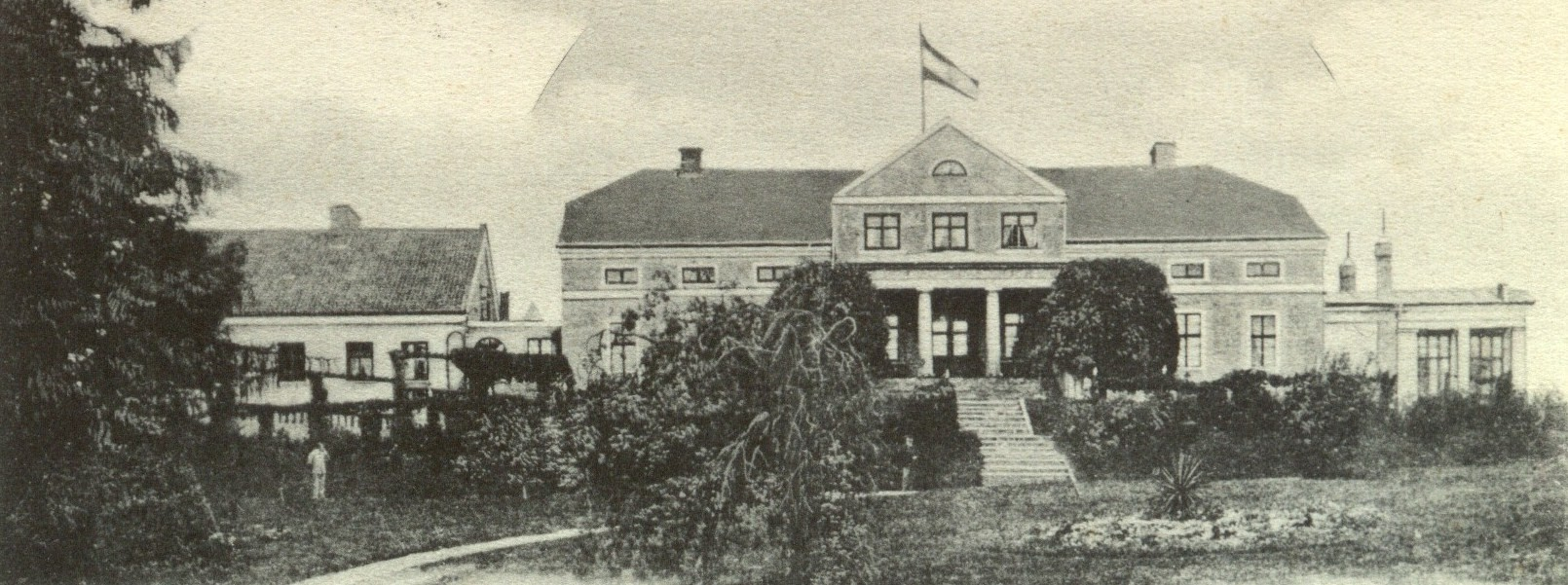
Das Rittergut Bosemb (1902)

Bieberstein übernahm 1885 die Bewirtschaftung des ererbten Ritterguts Bosemb mit Wolka und Friedrichsberg, insgesamt 1361 ha, wovon 350 ha Wald waren. Hinzu kam ebenfalls im ostpreußischen Kreis Sensburg, Regierungsbezirk Allenstein, 1901 der Gutsbezirk Nadawken (auch Nadafken), seit 1895 in Gutsbezirk Vollmarstein umbenannt, bestehend aus dem vormaligen Vorwerk Vollmarstein mit Nadawken und Kutzen mit 625 (150) ha. Er baute einen landwirtschaftlichen Musterbetrieb auf. Erstellung massiver Neubauten, neben Wirtschaftsgebäuden Wohnhäuser der Guts-Instfamilien, Handwerker und Kämmerer beidseitig der Gutsstraße, Drainagieren der Felder. Die unterhalb der Wolka im langgestreckten Tal gelegene versumpfte Seewiese wurde vom Gutsherren als erste Pioniertat trockengelegt und der Schaf- und Pferdezucht ein sehr wertvolles Futterareal erschlossen. Die Tierzucht bestand 1913 aus 230 Pferden (vornehmlich Remontenaufzucht), 346 Rindviechern (davon 168 Kühe), 600 Schafen und 305 Schweinen. Von den Rindviechern wurden die schwarzbunten Holländer gezüchtet. Die Herde war dem Herdbuch angeschlossen. Die Milch der Kühe wurde in der gutseigenen Dampfmeierei zu Butter verarbeitet. Die stattliche Geflügelzucht umfasste Italiener-Hühner, Rouenenten, Bronzeputen und pommersche Enten. Die Hühnereier gingen im Postpaket nach Berlin. Das Gut war seit 1898 unter Georg von Schwerin – von 1893 bis 1918 Landrat in Sensburg – an die Kleinbahn Rastenburg-Sensburg angeschlossen, die den Abtransport der Erträge und Erzeugnisse, sowie die Anfahrt der Kohlen, des Düngers und der Futtermittel sehr ökonomisch machte. Die Bestellung der Flächen im zweiten Kriegsjahr 1916 in Morgen: 550 Winterroggen, 10 Sommerroggen, 375 Winterweizen, 10 Sommerweizen, 105 Gerste, 480 Hafer, 500 Gerste, 500 Futterrüben, Wrucken und Möhren, 300 Morgen Klee. Ferner gab es 450 Morgen Wiesen, 450 Dauerweiden und 380 Ackerweiden. Zur Bodenbearbeitung wurden ein Dampfpflug und ein Motorpflug eingesetzt. Neben reichlichem Stalldung erhielt der Acker ausreichende Mengen von künstlichem Dung in Form von Kanit, Thomasmehl, Ammoniak-Superphosphat, Kalkstickstoff usw. Bieberstein zählte 1911 zu den Millionären.
Mangels Nachfolger verkaufte Ferdinand Rogalla von Bieberstein Bosemb 1920 an die Ostpreußische Landgesellschaft in Königsberg zu Siedlungszwecken und zog endgültig nach Berlin.

### Politischer Werdegang und gesellschaftliche Aktivitäten

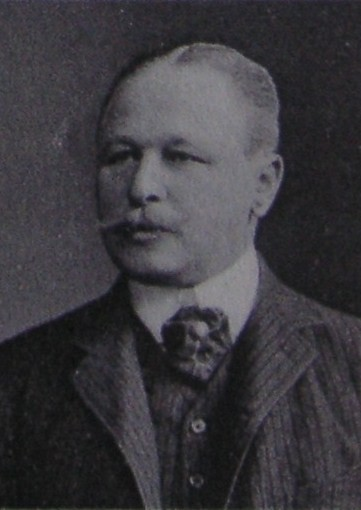
Bieberstein als Abgeordneter (1903/1908)

Bieberstein betätigte sich schon früh politisch. Er wurde 1887 Mitglied des Kreistags in Sensburg, war von 1896 bis 1918 Mitglied im Preußischen Abgeordnetenhaus in Berlin und von 1903 bis 1918 als Deutschkonservativer Mitglied des Reichstags für den Reichstagswahlkreis Regierungsbezirk Gumbinnen 7 und gewann drei Reichstagswahlen. Ein konservativer Lehrer kommentierte auf Wahlkreisebene:
- zu 1903: „Vor der dem 14. Juni stattfindenden Reichstagswahl haben großpolnische Politiker alle Anstrengungen gemacht, um hier einen polnischen Kandidaten durchzubringen. Man scheute keine Opfer an Zeit und Geld, wie schon vor fünf Jahren. Gottlob alles vergebens! Mit erdrückender Majorität siegte der konservative Kandidat Rittergutsbesitzer von Bieberstein-Bosemb. Hoffentlich lassen die Großpolen unsern Kreis zur Ruhe.“
- zu 1912, der 13. und letzten Reichstagswahl im Kaiserreich: Die Reichstagswahl ergab in hiesigem Kreise die Wiederwahl des bisherigen Abgeordneten v. Bieberstein Bosemb. Die Nationalliberalen hatten große Anstrengungen gemacht, auch die polnische Partei gab eine Menge Geld aus: „Alles vergebens. Unsere Masuren blieben konservativ“.

1919 wurde er für sechs Jahre gewählter Amtsvorsteher im Amtsbezirk Bosemb, umfassend die Landgemeinde Grunau und die Gutsbezirke Bosemb (= Bosem) und Grunau (drei Gemeinden/Gutsbezirke), legte das Amt aber 1920 nach Verkauf des Guts nieder.
Bieberstein wurde 1889 Ehrenritter und 1904 Rechtsritter des Johanniterordens, 1897 Mitglied der „Alterthumsgesellschaft Prussia“, 1909 Gründungsmitglied des Familienverbandes Rogalla von Bieberstein e. V., 1922 Mitglied der Deutschen Adelsgenossenschaft.

## Orden und Ehrenzeichen
- Landwehrdienstauszeichnung 2. Klasse (1889)
- Landwehrdienstauszeichnung 1. Klasse (1897)
- Preußischer Kronenorden 3. Klasse (15. Januar 1913)[12].

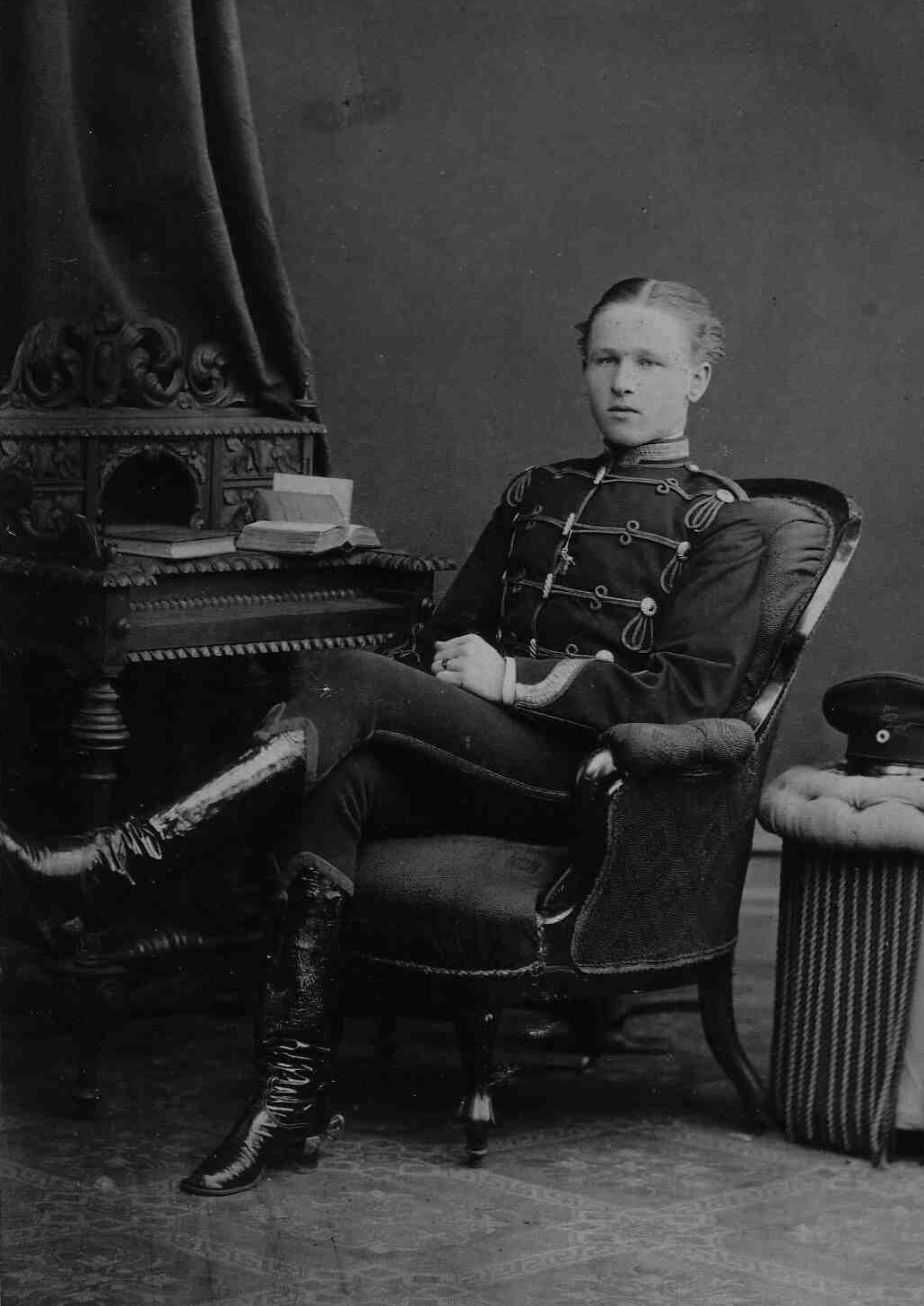
Bieberstein als Husarenfähnrich (1877)
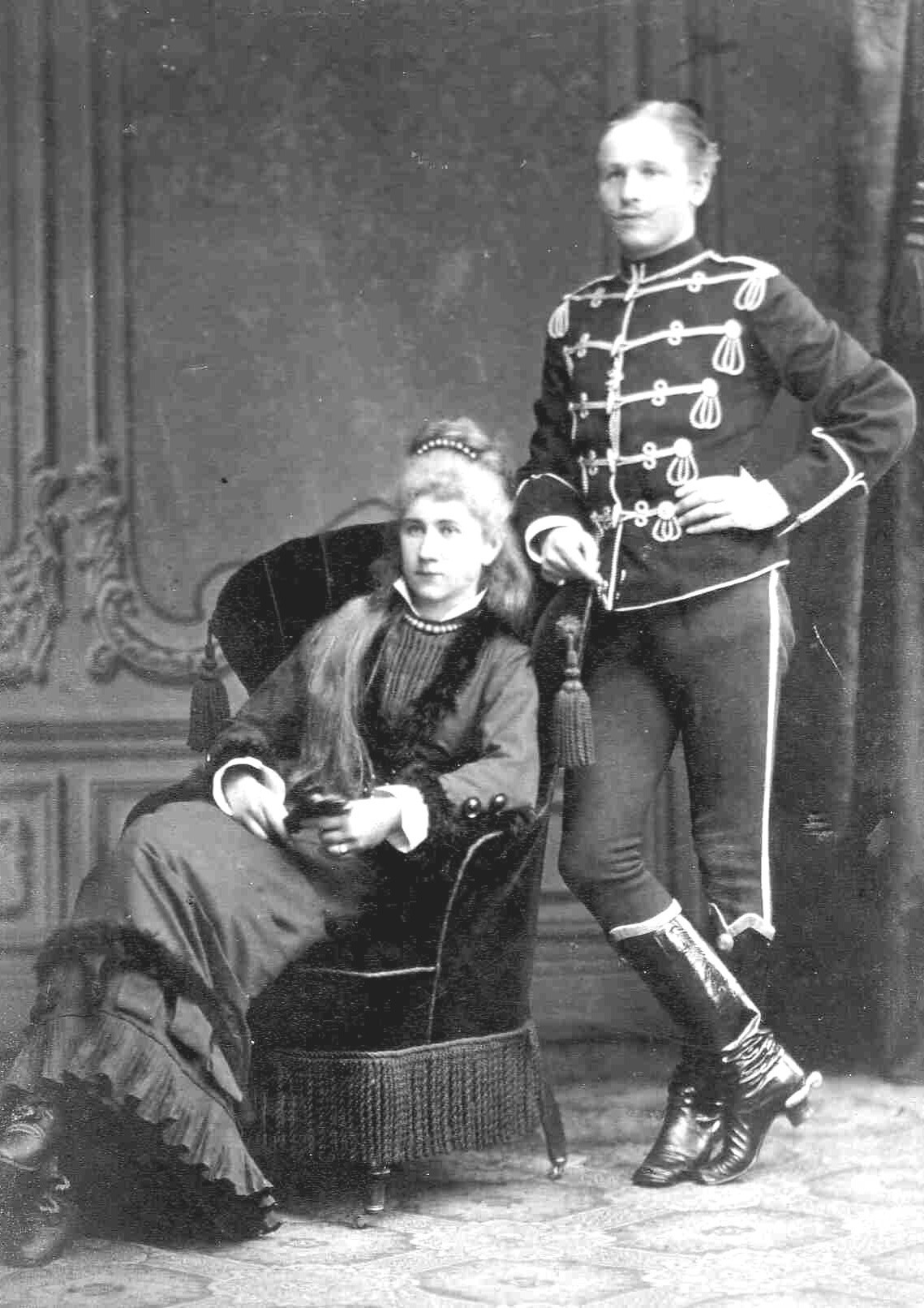
Bieberstein mit seiner ersten Frau Margarethe von Witzleben (1879)
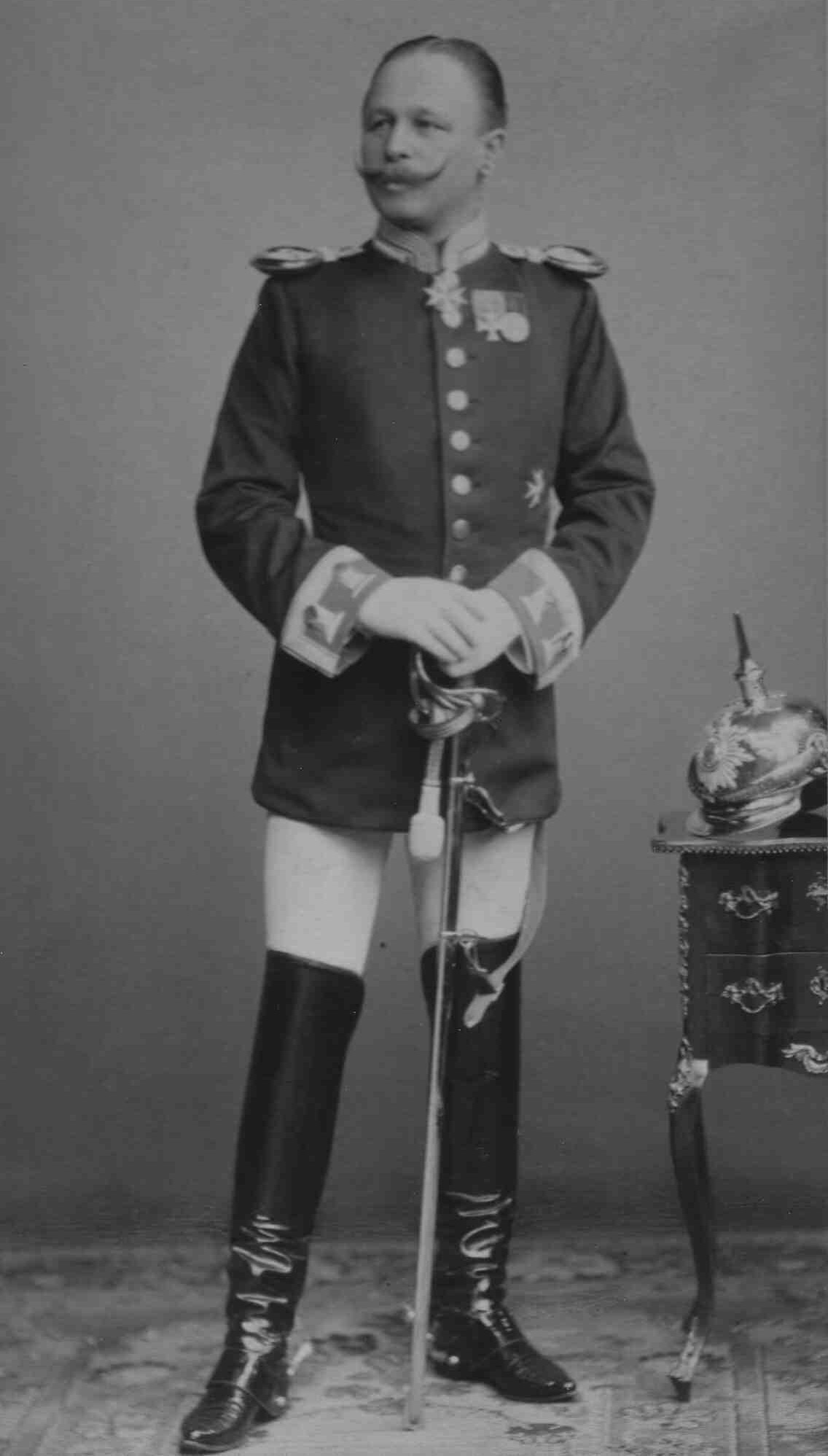
Bieberstein in Reiteruniform (um 1900)
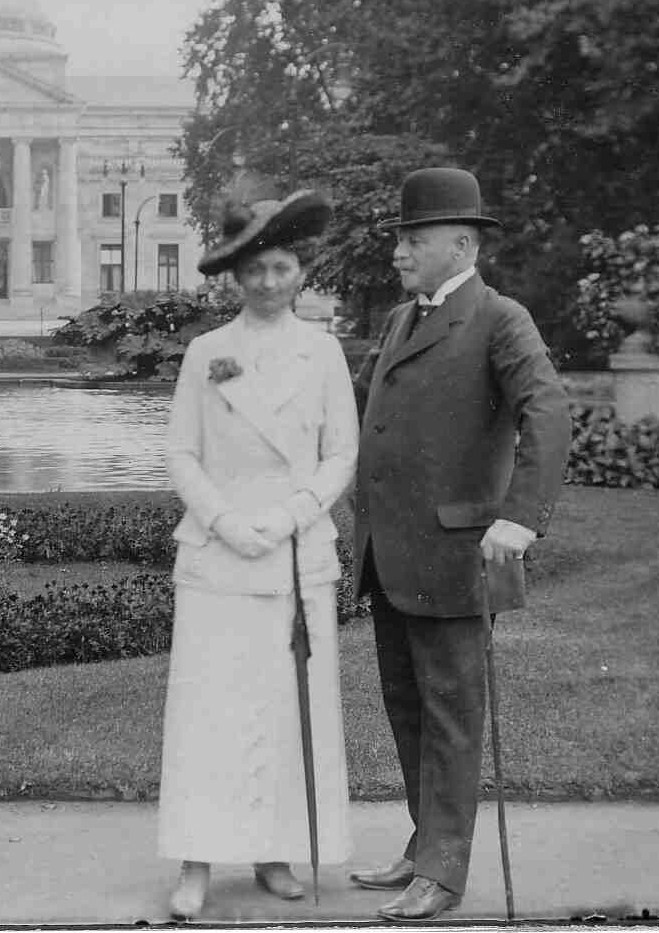
Bieberstein mit seiner zweiten Frau Hedwig Wendhausen (1930/35)